# Johannes de Minas
Johannes de Minas (Armeens: Հովհաննես Մինաս) (Amasya, geboortejaar onbekend - Amsterdam, 1768), ook wel gegeven als Johannes di Minas, was een priester van de Armeens-apostolische Kerk aan de Kromboomssloot in Amsterdam.
De Minas verhuisde in 1733 vanuit het huidige Turkije naar Amsterdam, waar hij in 1734 priester van de Armeens-apostolische Kerk werd. Deze in 1714 geopende kerk diende de omvangrijke Armeense gemeenschap in de Lastage, de huidige Nieuwmarktbuurt. Hij bleef priester van de kerk tot zijn dood in 1768.
Hij woonde onder meer aan Koningsstraat 27, waar de nog bestaande gevelsteen toonde dat hier een priester woonde. Op de gevelsteen is een miskelk te zien, met daarboven een hostie omgeven door een stralenkrans. Ook bevat de gevelsteen een opschrift in het Armeens dat onder andere het bouwjaar 1765 vermeldt. De Minas financierde ook de gevelsteen van de kerk uit 1749, met daarop een afbeelding van een lam en een Armeense tekst.
Na zijn dood werd hij op 23 januari 1768 bijgezet in de Oude Kerk. Het graf, nummer 444 in de zuiderzijbeuk, deelt hij met Maria de Backer, die op 30 oktober 1751 begraven werd. Op 20 januari 2008 werd een herdenkingsdienst ter ere van Johannes de Minas in de Oude Kerk gehouden. Ter gelegenheid van deze herdenking werd ook een boek uitgegeven, Over Armeense graven in de Oude Kerk te Amsterdam 1661-1808 : tevens een beknopte geschiedenis van de Armeense kerk te Amsterdam van René Bekius en Wout Ultee.